# Святая Бригита (картина)
«Святая Бригита» (англ. Saint Bride, 1913) — картина шотландского художника-символиста Джона Дункана.

## Сюжет
На картине изображён эпизод шотландской народной легенды: в канун Рождества Христова ангелы чудесным образом переносят святую Бригиту Ирландскую с острова Айона в Вифлеем, где той суждено принять роды у Девы Марии. Описание в каталоге выставки Шотландской королевской академии (1913) гласит:
В ночь первого Рождества ангелы несут с острова Айона в Вифлеем Бригиту [Bride], дочь друида Дуваха (гэльск. Dubhach, букв. «печальный, угрюмый»), дабы та помогла Марии в тягости произвести на свет дитя.
Святая Бригита, образ которой восходит к языческой ирландской богине, олицетворяет в этом предании связь «между языческим прошлым друидов и магии и христианским будущим святых и чудес». Дж. Ф. Ньюэлл, специалист по кельтскому христианству, отмечает: «Ирландская святая V века присутствует при родах [Марии] на Ближнем Востоке I столетия, но кельтов не смущал анахронизм. Благодаря этой легенде два мира сливались в одно целое».

## Описание

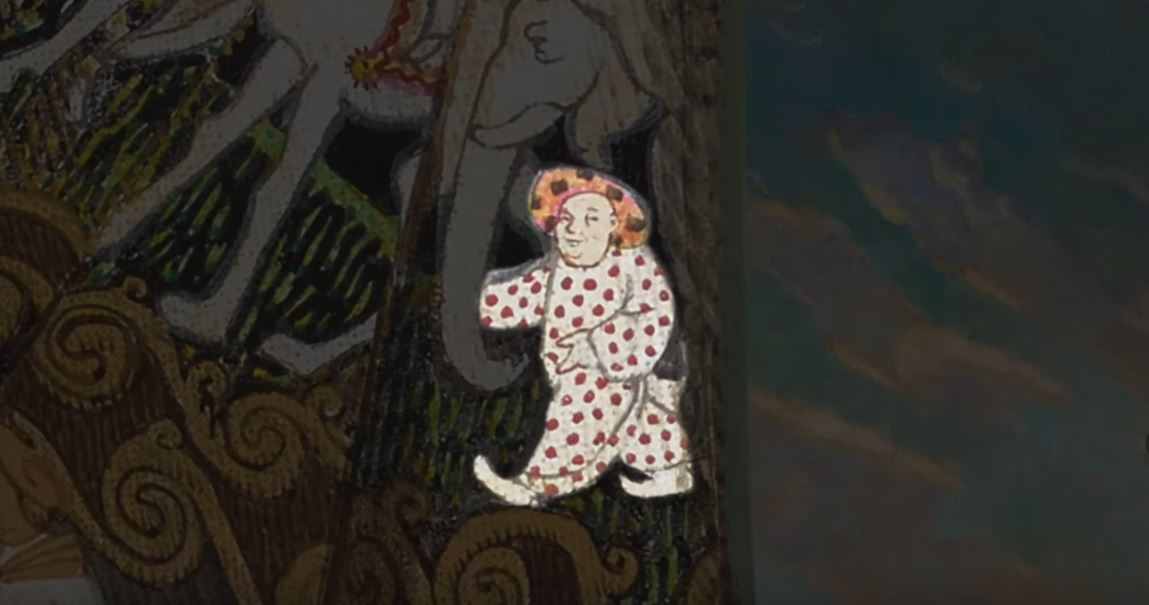
Святая Бригита (деталь), вероятный автопортрет художника в образе шута, сопровождающего процессию волхвов

Два ангела несут через море юную Бригиту, облачённую в белые одежды и сложившую руки в молитвенном жесте. Одежды ангелов богато изукрашены кельтскими узорами и сценами из жизни Христа. Шествие волхвов, изображённое на платье переднего ангела, сопровождает миниатюрный шут (юродивый), в виде которого художник предположительно изобразил самого себя.
Кельтские узоры, украшающие одеяния ангелов и рамку, в которую заключена основная сцена, подобны орнаментам из Келлской книги. Эта явная ассоциация со средневековыми иллюминированными рукописями отсылает к легенде о том, что святая Бригита основала в Ирландии школу для обучения писцов и художников-миниатюристов.
Белые птицы и тюлень образуют натуралистический контраст со сверхъестественными созданиями, несущими святую. В отдалении виднеется остров Айона, который деятели кельтского возрождения в Шотландии тесно ассоциировали со святой Бригитой и к которому Дункан относился с большой любовью и восхищением.
Стопа одного из ангелов и кончики крыльев — ангельских и птичьих — выходят за край композиции, накладываясь на орнаментальную рамку: этот приём придаёт полотну объёмность и создаёт впечатление, что персонажи устремлены за пределы живописного изображения, в реальный мир.

## Выставки и провенанс

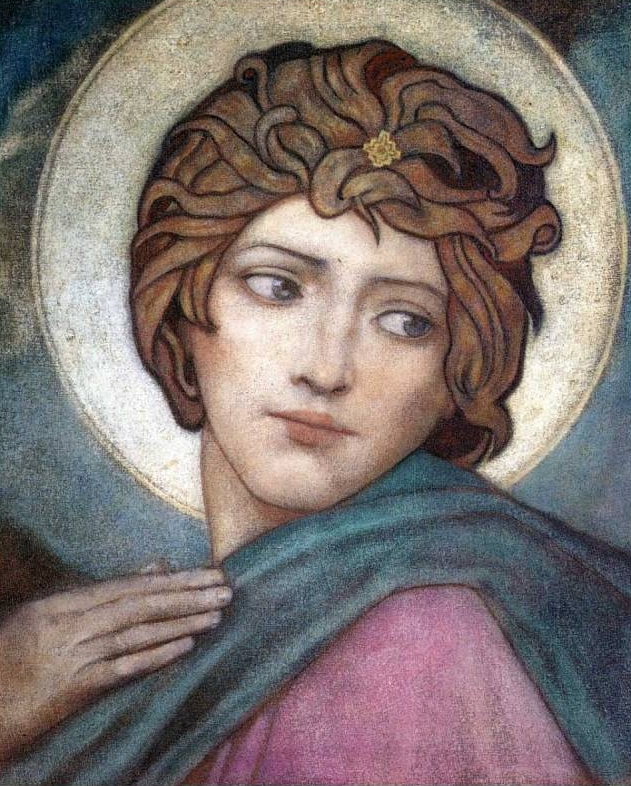
Голова ангела (эскиз к «Святой Бригите»), ок. 1913